# 수국 (연호)
수국(收國, 1115년 ~ 1116년)은 금나라 태조(太祖) 완안 민(完顔 旻)의 첫번째 연호이다. 2년 가량 사용하였다.

## 개원
- 을미년(乙未年) 1월 1일[1](1115년 1월 28일)에 금나라 건국 후에, 연호를 수국(收國)으로 건원함.[2][3][4]

- 수국(收國) 2년 12월 1일[5](1117년 1월 5일)에 연호를 천보(天輔)로 정하고, 다음 해 1월 1일[6](1117년 2월 3일)에 개원함.[2][3][4]

## 연대 대조표
| 수국       | 원년           | 2년        |
| 서기(西紀) | 1115년         | 1116년     |
| 간지(干支) | 을미(乙未)     | 병신(丙申) |
| 북송(北宋) | 정화(政和) 5년 | 6년        |
| 요(遼)     | 천경(天慶) 5년 | 6년        |

## 동시대 연호

### 중국
송(宋)
- 정화(政和) (1111년 ~ 1118년)

요(遼)
- 천경(天慶) (1111년 ~ 1120년)

서하(西夏)
- 옹녕(雍寧) (1114년 ~ 1118년)

대리국(大理國)
- 문치(文治) (1110년 ~ 1121년)

### 베트남
- 호이뜨엉다이카인(會祥大慶) (1110년 ~ 1119년)

### 일본
- 에이큐(永久) (1113년 ~ 1118년)

## 같이 보기
- 중국의 연호 목록